# Gonin-ish
Gonin-ish (五人一首, Gonin-Isshu) est un groupe japonais de metal progressif, originaire de Tokyo. Il est formé en 1997 par Masashi Momota (claviers) et Fujishiro (ex-guitare). En 1998, qu'ils enregistrent quelques démos qui, plus tard en 2000, deviennent leur premier album studio, éponyme.

## Histoire
Le groupe est formé sous le nom de WWW en 1996, et commence à reprendre le groupe Anekdoten avec Anoji Matsuoka au chant et à la guitare. En 1997, le groupe change de nom pour Gonin-ish (Gonin : « quintet », Ish : « poème ») avec Junichi Harashima (batterie), Yukihiro Matsuo (basse), Masashi Momota (claviers), Fujishiro (guitare). Gonin-ish se définit dans la catégorie metal progressif expérimental. En 1998, Yukihiro Matsuo quitte le groupe. Ils enregistrent leur première démo qui deviendra plus tard leur premier album studio. Kukimoto rejoint le groupe (basse). En 2000, Gonin-Ish sort son premier album, éponyme, composé de 6 chansons, dont deux de plus de 10 minutes (Rou no Aruji et Tsuki to Hangyoujin). L'album reçoit d'excellentes critiques de la part de la presse spécialisée. En 2001, Yukihiro Matsuo rejoint le groupe. En 2002, ils sortent leur premier single Muge no Hito accompagné d'un clip vidéo. En 2003, Fujishiro quitte le groupe et Fumio Takahashi rejoint le groupe à la guitare.
Gonin-Ish sort son deuxième album studio, intitulé Naishikyo-Sekai, un album composé de 6 chansons et se terminant par Akaki Kiouku, la chanson la plus longue de l'album avec près de 20 minutes. L'album, qui a pris plus de trois ans à être enregistré selon les dires du groupe, est publié le 10 novembre 2008 en Europe et le 11 novembre 2010 en Amérique du Nord par le label français Season of Mist. L'album reçoit de meilleures critiques que le précédent,,,,,. En 2006, Junichi Harashima quitte le groupe et est remplacé par Gaku Yamaguchi. En 2007, ils font la première partie de la tournée japonaise du groupe Slavior. En 2008, Naishikyo-Sekai est remastérisé.
Après des années d'attente, le groupe sort son dernier album studio, prévu depuis déjà avant 2010, Anthem of the Dead.

## Discographie
- 1999 : 五人一首音源集 (démo)
- 2000 : Gonin-ish (五人一首?) (album studio)
- 2001 : 涅槃神楽 (和風鋼鉄音楽活動絵草紙集) (split vidéo)
- 2002 : Muge no Hito (無礙の人?) (single)
- 2005 : つかれる日 〜O-East〜 (split)
- 2005 : Naishikyo-Sekai (内視鏡世界?) (album studio)
- 2020 : Anthem of the Dead (死人贊歌?) (album studio)